# Rezerwat przyrody Kózki
Rezerwat przyrody Kózki – faunistyczny rezerwat przyrody położony w północnej części gminy Sarnaki (woj. mazowieckie), nad rzeką Bug, w Parku Krajobrazowym „Podlaski Przełom Bugu”. Nazwa pochodzi od graniczącej z rezerwatem wsi Kózki.
Rezerwat zajmuje powierzchnię 86,12 ha. Występują tu charakterystyczne murawy piaskowe powstałe na poddanych procesom denudacji, naniesionych przez rzekę wydmach oraz liczne porośnięte roślinnością wodną i szuwarową starorzecza.
Rezerwat ma charakter głównie ornitologiczny. Siedliska ptaków: sieweczki obrożnej, sieweczki rzecznej, dzięciołów, czajki, rybitwy białoczelnej. Zatrzymują się tu ponadto nur czarnoszyi, pliszka żółta podgatunku skandynawskiego oraz świergotek rdzawogardły. W 1985 roku odnotowano tu, ostatnią w Dolinie Bugu, gnieżdżącą się parę kulona.